# 英国国立医療技術評価機構
国立医療技術評価機構（こくりついりょうぎじゅつひょうかきこう、英: National Institute for Health and Care Excellence, NICE）は、イギリス保健省配下の執行型非政府部門公共機関の一つ。イングランドNHSとウェールズNHSに属する。
NICEの発行するガイドラインは4つの領域に及び、「国民保健サービス（NHS）が用いる医療技術」(新薬や普及薬の使用、治療法、手順)、「臨床適用」(疾患および徴候別ごとの手技、治療法の適応）、「健康づくりと防疫の公的機関向けガイドライン」がある。ガイドラインは様々なケースを想定して効果性と費用対効果が評価されている。健康アウトカムの尺度には主に質調整生存年(QALY)が用いられる。これらガイドラインの対象は、公式には英国イングランドに限定されるが、しかしウェールズ、スコットランド、北アイルランドでも活用されている。
かつてイングランドやウェールズの医療は「郵便番号を使った宝くじ（Postcode lottery）」と酷評されていた。それは患者が受けられる治療の品質が、在住地域のNHSプライマリヘルスケアによりけりだった為である。その払拭のため、ブレア政権にてNICEが設立され、NICEは臨床ガイドライン開発のためのロールモデルとして国際的に高い評価を受けている。
NICEの卓越点の一つは、ある医療技術について費用対効果のラインを明示的に定義したことである。またNICEは、健康資産管理のパイオニアとして重要な役割を果たしており、 2008年4月に NICE International を設立し、外国政府と医療制度について連携を深めている。

## 歴史
- 1999年 - 国立臨床評価機構（National Institute for Clinical Excellence）として設立。
- 2005年4月 - 健康推進機構（Health Development Agency）を併合し、National Institute for Health and Clinical Excellence（NICE）に改組[4][8][9]。
- 2012年 - Health and Social Care Act 2012法制定によりNational Institute for Health and Care Excellence （NICE）に改組。NICEはソーシャルワークに対してもEBM手法によるガイドライン作成および品質基準制定の責務を負う[4]。関連機関としてNICEソーシャルケア共同センター（NICE Collaborating Centre for Social Care、NCCSC）が立ち上げられる。

## 臨床ガイドライン
様々な疾患について、NICEは最も適切な治療手順の評価を行なっている。様々な治療法に対して「医学的効果（患者にとっての最適選択）」と「経済的コスト」の両面から評価を下している。
NICEはいくつもの国立共同研究センター（The National Collaborating Centre）、王立医学学院、専門機関、患者と介護者の団体らと、共同でガイドラインを策定している。これらのセンターには、国立ガン共同センター（National Collaborating Centre for Cancer）、 国立急性期・慢性期臨床ガイドラインセンター（National Clinical Guidelines Centre for Acute and Chronic Conditions）、 国立女性・児童保健共同センター（National Collaborating Centre for Women and Children´s Health）、国立メンタルヘルス共同センター（National Collaborating Centre for Mental Health）などがある。
国立共同研究センターは、臨床ガイドライン作成を任とするガイドライン作成グループ（Guideline Development Group）を立ち上げている。このグループは医療専門家・患者及び介護の代表者・技術専門家で構成される。ガイドライン草稿の作成前に、彼らによってガイドライン項目のエビデンス(競合製品との臨床評価など)が評価される。
その後ガイドライン草稿について、ステークホルダー団体によって２回の意見聴取が行われる。２回の意見聴取期間を経て、独立したガイドラインレビューパネルによってガイドラインがレビューされ、ステークホルダーによる意見を聴取し、これらの意見が反映されていることを確認する。
それを経て、グループは勧告をまとめ上げ、国立共同研究センターとして最終ガイドラインを発行する。そしてNICEに送付され公式なガイドラインとなり、NHSのガイダンスとして適用される。
またクリニカルパスの開発にも着手し、NICE Pathwayとしてガイダンスされている。